# 한승우 (사격 선수)
한승우(1983년 7월 3일~)는 대한민국의 사격 선수이다. 2016년 하계 올림픽에 참가하여, 사격 남자 50m 권총 4위를 하였다.